# Бурая олуша
Бу́рая о́луша (лат. Sula leucogaster) — морская птица из семейства олушевых.

## Описание
Взрослая птица достигает длины от 65 до 75 см и весит от 900 гр до 1,5 кг. Размах крыльев составляет от 130 до 150 см. Тело имеет обтекаемую форму, типичную для олуш. Кроме того, у неё длинный, заострённый клюв, который облегчает ей ловлю рыб. Она охотится на рыб, бросаясь с высоты 30 м и больше на водяную поверхность и погружаясь в стаи каракатиц и кефалевых. При этом воздушные мешки в голове смягчают удар о воду.

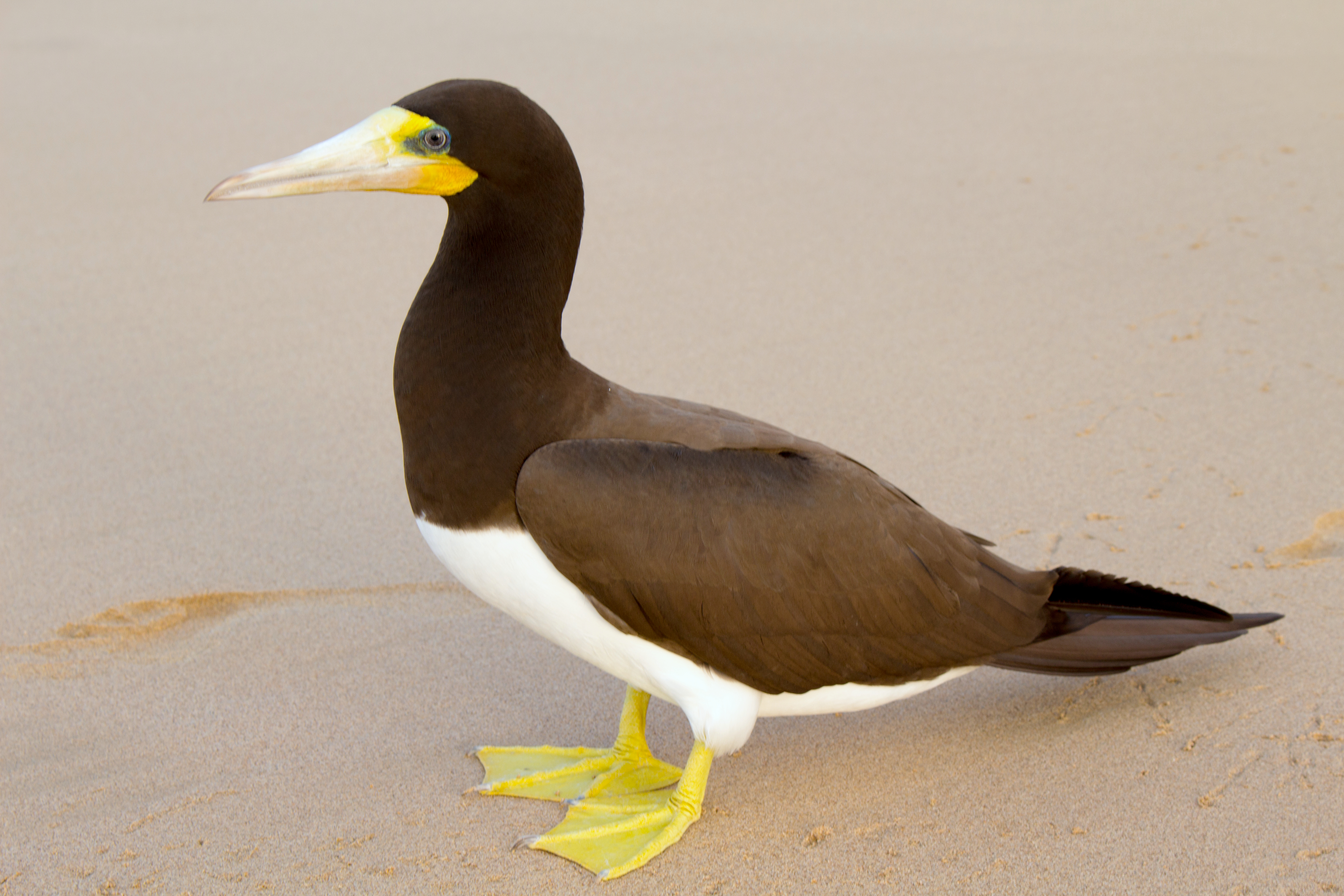

Бурая олуша — это искусный летун. Она часто скользит низко над поверхностью воды, напоминая своими фазами скольжения альбатросов. На высоте выше 30 м над поверхностью воды птицы летают редко. На суше передвижение птиц медлительное и похоже на утиную походку вразвалку.

## Ареал
Бурая олуша распространена в тропическом поясе Тихого, Атлантического и Индийского океанов. Местами это частый вид морских птиц. В Тихом океане они держатся, преимущественно, вблизи мест своего гнездования, но отдельные особи могут улетать на расстояние от 300 до 1500 км. Бурые олуши чаще, чем другие, обитающие в тропиках, олуши, приближаются к побережью материка, их можно встретить в портах и устьях рек. Однако, над сушей они летают относительно редко. Миграции бурой олуши до сих пор не изучены, однако, они часто возвращаются в ту же гнездовую колонию, где уже однажды прошло успешное гнездование.
Гнездовые колонии находятся на тропических островах, часто расположенных далеко от побережья материка, а также на атоллах.

## Питание
Бурые олуши питаются, преимущественно, летучими рыбами и другими видами рыб, а также некоторыми головоногими. За своей добычей птицы пикируют с высоты 15 м над поверхностью моря. Очень крупную добычу птицы ловят с более низких высот. Чаще птицы пикируют с высоты 3 м, 23 % пикирующих полётов вертикальны, 40 % проходят под углом более 45 °. Остальные пикирующие полёты невозможно классифицировать, так как они происходят спиралеобразно. Бурые олуши высматривают добычу, глядя вперёд, это отличает их от ряда других морских птиц, которые наблюдает поверхность воды непосредственно под собой. Летучие рыбы становятся добычей птиц в момент их погружения в воду. Случаи поимки рыбы, в момент, когда она находится над поверхностью воды, редки. Незадолго до погружения птицы широко расставляют крылья. Под водой бурые олуши могут находиться до 40 секунд.
Для бурых олуш характерен клептопаразитизм, они преследуют других олуш, если те несут в клюве рыбу. Они преследуют также фрегатов и отнимают у них добычу. Птицы ищут добычу либо в одиночку, либо в группах. В тропических водах птицы ищут питание вблизи стай дельфинов.

## Размножение
Бурые олуши — это моногамные птицы, образующие пары на несколько сезонов размножения. Возможно, пары остаются вместе, пока одна из обеих птиц не умрёт. Обе родительских птицы участвуют в высиживании и выкармливании выводка в течение 2-х месяцев после его выхода из гнезда.
Птицы гнездятся в колониях, где энергично защищают территорию непосредственно вокруг своего гнезда. Кладка яиц происходит круглогодично. Так, на острове Рождества пик откладывания яиц приходится на период с апреля по май. В гнездовых колониях на восточном побережье Австралии, напротив, он приходится на период с марта по апрель и с июня по октябрь. На острове Райн, площадь которого составляет 32 га, пик откладывания яиц приходится на период с сентября по ноябрь.
Гнёзда сооружаются на земле, основание состоит из песка или гравия, иногда поросшее также растениями. Гнёзда бурой олуши можно встретить также в густых лесах. Плотность гнездования выше чем у голуболицей олуши. На острове Райн, к примеру, на площади 100 м² находятся 7,7 гнёзд. Количество гнездового материала, используемого для строительства родительскими птицами, очень сильно варьируется. На пустынных островах бурые олуши кладут свои яйца на голую землю. В других областях на строительство расходуются растения, ветки, водоросли, кости, перья, кожуры яиц черепах и другой материал. Материал приносит обычно самец, который либо кладёт его на гнездо, либо передаёт его самке. Обе родительских птицы достраивают гнездо также в течение инкубационного периода. Часто птицы крадут материал для гнезда у своих сородичей. Это поведение характерно, прежде всего, на пустынных островах, где можно найти только нанесённый морем материал.
В кладке обычно одно или два яйца. Инкубационный период составляет 42—43 дня. Птенцы вылупляются голыми и слепыми. Пуховое оперение появляется в течение трёх—четырёх недель. Максимальную массу тела птицы набирают в возрасте 70—80 дней, когда они весят около 1,4 кг. В возрасте 17 недель молодые птицы готовы к полёту.

## Естественные враги
Там, где водятся крысы, они пожирают молодых птиц и яйца. Чайки, пастушковые и, возможно, также каледонская кваква также поедают яйца, реже птенцов.

## Фото

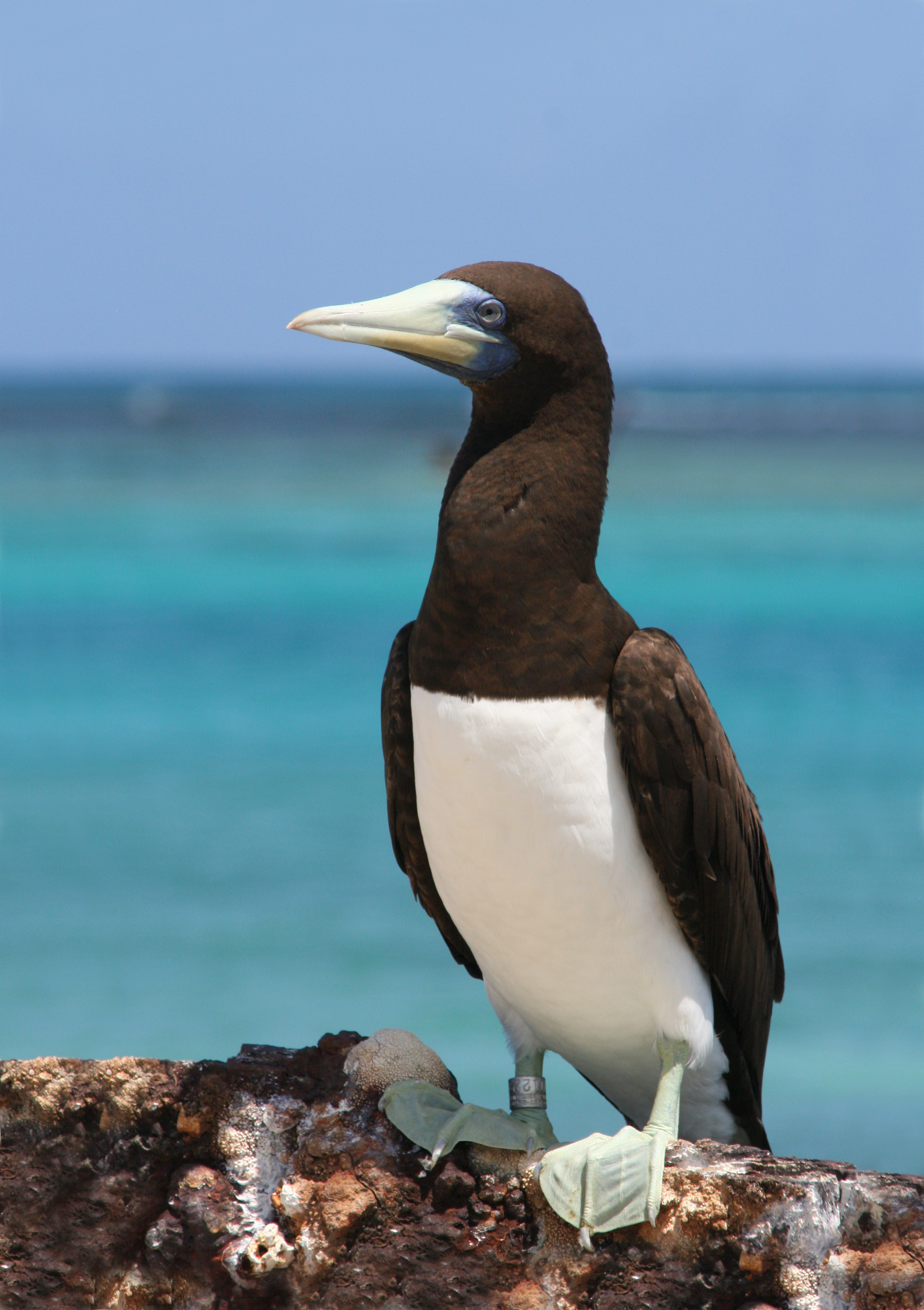
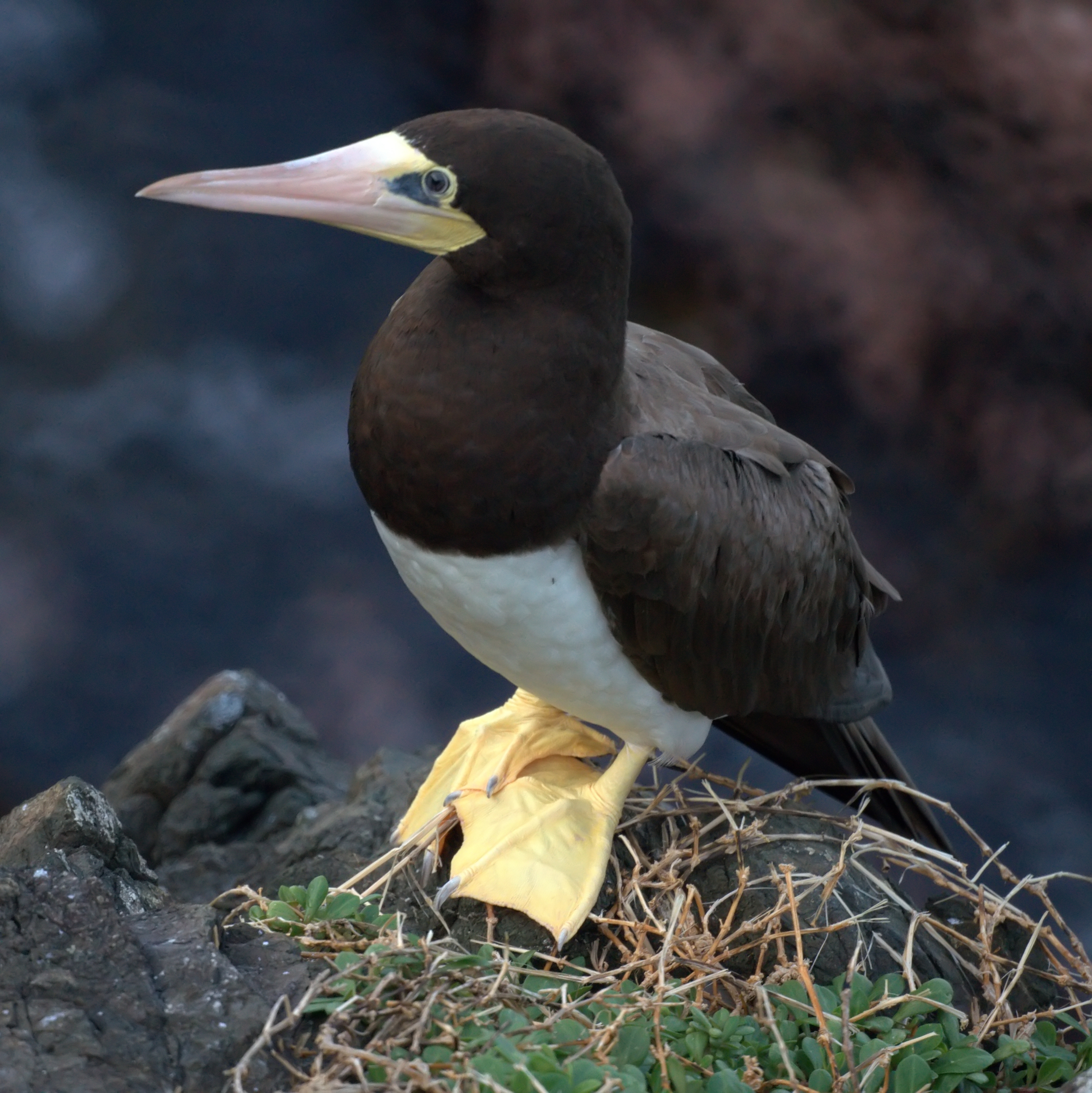
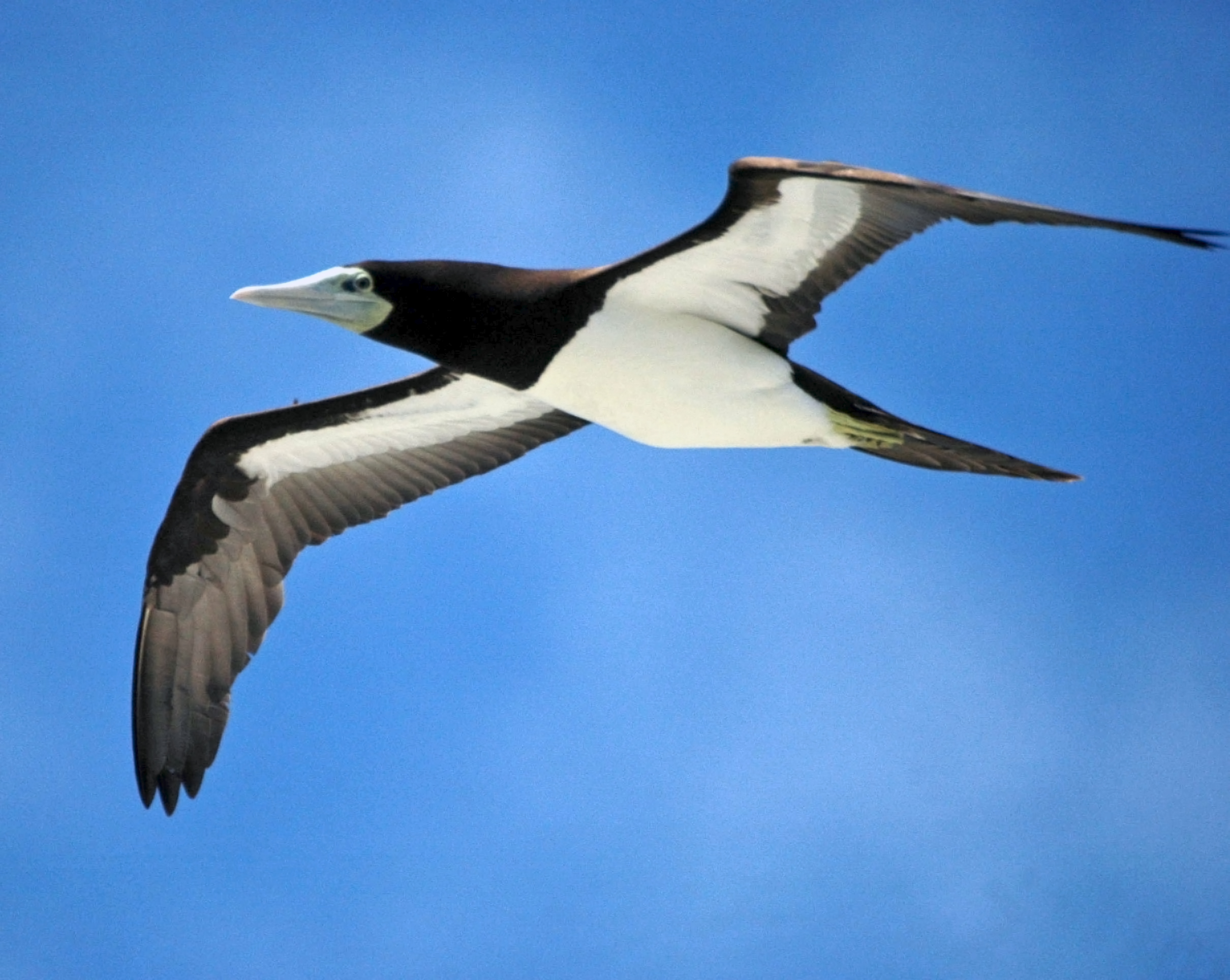
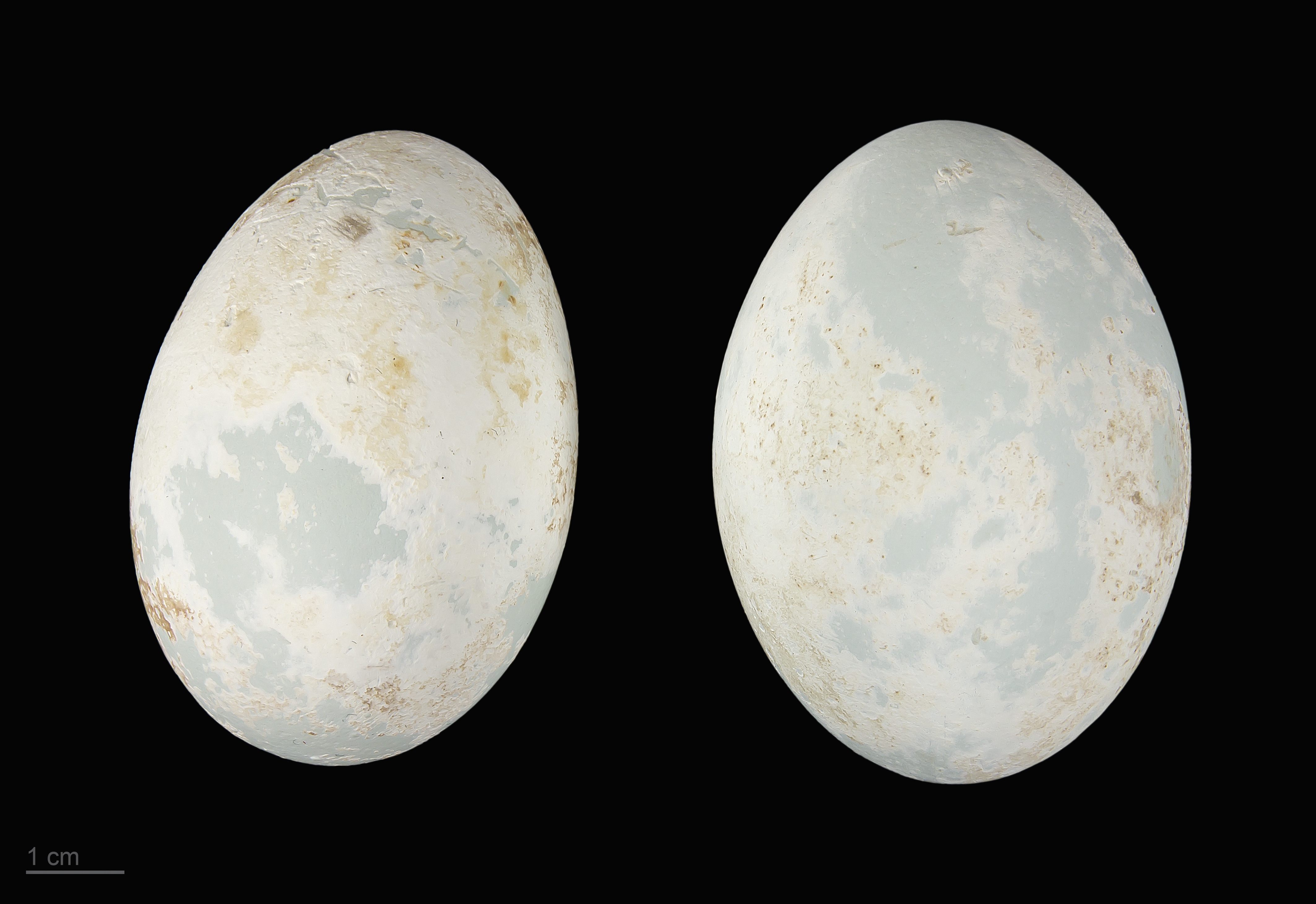
яйцо Sula leucogaster -  Тулузский музеум